# رونالدو منديز
رونالدو منديز (بالبرتغالية: Ronaldo Mendes) (مواليد 16 أغسطس 1992) هو لاعب كرة قدم برازيلي ، يجيد اللعب في مركز خط الوسط الهجومي.

## روابط خارجية
- رونالدو منديز على موقع اتحاد تركيا (لاعب) (الإنجليزية)
- رونالدو منديز على موقع قاعدة بيانات كرة القدم.إي يو (الإنجليزية)
- رونالدو منديز على موقع Soccerway.com (الإنجليزية)